# Emeka Okenwa
Emeka Okenwa (Enugu, 25 novembre 1970) è un ex cestista nigeriano.

## Carriera
Okenwa inizia la sua carriera presso il college negli Stati Uniti attraverso Southern Illinois University Carbondale (1990-1992) e Master's College (1992-1994), e continuare la sua carriera professionale in Indonesia attraverso Panasia Senatama (1996 & 1997) e ha portato il club al secondo classificato nel 1996 (insieme a Gerard McDonald) e al campione nel 1997 (insieme a Eric Dortch) nel Indonesiano Pallacanestro Serie A. Con la Nigeria ha disputato i Campionati mondiali del 1998.